# لوتروس (إماثيا)

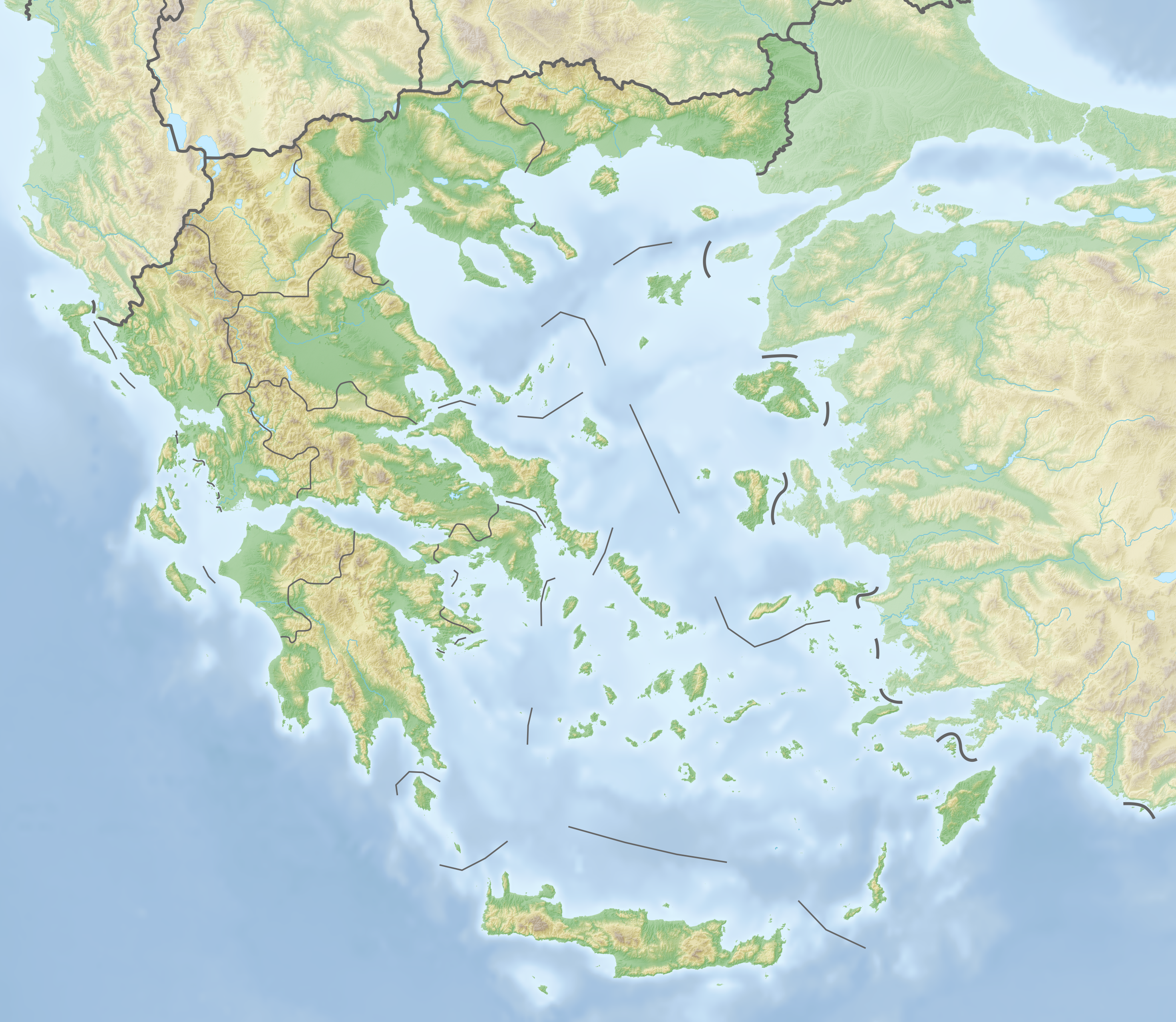

لوتروس (Λουτρός) هي مدينة في إيماثيا في مقاطعة فوريا إلادا في اليونان.